# Radenković
Radenković (ćir.: Раденковић) je naselje u općini Srijemska Mitrovica u Srijemskom okrugu u Vojvodini.
Pokraj Radenkovića je u Prvom svjetskom ratu poginuo hrvatski književnik Fran Galović.

## Stanovništvo
Prema popisu stanovništva iz 2002. godine u naselju Radenković živi 1.086 stanovnika, od čega 825 punoljetnih stanovnika s prosječnom starosti od 39,0 godina (39,0 kod muškaraca i 39,0 kod žena). U naselju ima 295 domaćinstva, a prosječan broj članova po domaćinstvu je 3,68.
Prema popisu iz 1991. godine u naselju je živjelo 1.076 stanovnika.
| Etnički sastav 2002. |            |        |
| Narod                | Stanovnika |        |
| Srbi                 | 1.031      | 94,93% |
| Romi                 | 48         | 4,41%  |
| Jugoslaveni          | 1          | 0,09%  |
| Hrvati               | 1          | 0,09%  |
| nepoznato            | 5          | 0,46%  |

| broj stanovnika | 1134  | 1169  | 1161  | 1105  | 1040  | 1076  | 1086  |
|                 | 1948. | 1953. | 1961. | 1971. | 1981. | 1991. | 2001. |

## Vanjske poveznice
- Karte, položaj vremenska prognoza
- Satelitska snimka naselja